# Почему у носорога шкура в складках?
«Почему у носорога шкура в складках» — советский чёрно-белый мультфильм 1938 года. По мотивам одноимённой сказки (1902) Редьярда Киплинга. Лента находится в общественном достоянии, так как выпущена более 70 лет назад. Продолжение мультфильма «Отважный моряк» 1936 года.

## Сюжет
«Действующие персонажи»
- Носорог
- Отважный моряк — (обитатель необитаемого острова)
- Обезьяна, Попугай, Дикобраз, Черепаха — друзья моряка

Неунывающий моряк после кораблекрушения «Фортуны» оказался на необитаемом острове, где быстро обзавёлся друзьями. Однажды приятели готовили фруктовый пирог, и на запах пришёл голодный злой Носорог. Он разрушил лагерь моряка и съел пирог. Друзья решили отомстить.
Сытый Носорог скидывает на берегу свою шкуру и идёт купаться. Пока он плавает, моряк с друзьями с помощью крошек от пирога и клея портят изнутри лежащую на песке шкуру. Носорог скоро её надевает обратно, у него всё чешется, но снять шкуру он больше не может. Он пытается снять её об деревья, но друзья и их мажут клеем. С тех пор у носорога шкура в складках.

## О мультфильме
Первые годы существования студии «Союзмультфильм» (1936—38) были отданы освоению целлулоидной технологии (т. н. «диснеевского конвейера»), необходимой для массового производства рисованных картин. Несмотря на заимствованную, неоригинальную стилистику большинства картин, уже в это время стали появляться работы, удачные в художественном отношении (в первую очередь — фильмы В. Г. Сутеева, такие, как «Шумное плавание» или «Почему у носорога шкура в складках?»).— Георгий Бородин